# Grejciuniszki
Grejciuniszki (lit. Greičiūniškės) – wieś na Litwie, w okręgu wileńskim, w rejonie wileńskim, w gminie Sużany, nad jeziorem Szarwina, częściowo na terenie Oświeskiego Parku Regionalnego.

## Historia
Pod zaborami zaścianek, w II Rzeczypospolitej wieś. W XIX i w początkach XX w. położone były w Rosji, w guberni wileńskiej, w powiecie wileńskim, w gminie Giedrojcie. Po I wojnie światowej pod administracją polską, w Zarządzie Cywilnym Ziem Wschodnich. W latach 1920–1922 w składzie Litwy Środkowej.
Od 11 kwietnia 1922 leżały w Polsce, w województwie wileńskim, w powiecie wileńsko-trockim, w gminie Podbrzezie, w pobliżu granicy z Litwą. W 1931 miejscowość liczyła 47 mieszkańców, zamieszkałych w 8 budynkach.
Po II wojnie światowej w granicach Związku Sowieckiego. Od 1991 na niepodległej Litwie.

## Ludzie związani z miejscowością
- Konrad Sienkiewicz – prodziekan Wydziału Nauk Ekonomicznych Uniwersytetu Mikołaja Kopernika w Toruniu, działacz NSZZ „Solidarność”; urodzony w Grejciuniszkach[5].